# Camilla Spira
Camilla Spira (née le 1er mars 1906 à Hambourg, morte le 25 août 1997 à Berlin) est une actrice allemande.

## Biographie
Camilla est la fille de Lotte (de) et Fritz Spira, des acteurs pionniers du cinéma muet. Sa sœur Steffie Spira (de) sera aussi actrice, notamment pour la DEFA.
Après le lycée, elle intègre le conservatoire du Théâtre allemand fondé par Max Reinhardt. Elle fait ses débuts sur scène en 1922 au Wallner-Theater et au Deutsches Künstlertheater (de) à Berlin. Après un engagement au Theater in der Josefstadt à Vienne, elle revient à Berlin où elle fait ses débuts au cinéma en 1924 dans le film muet Mutter und Sohn. Par la suite, elle fait en même temps du cinéma muet et du théâtre. Entre 1925 et 1927, elle joue au Deutsches Theater. Jusqu'en 1930, elle fait partie de la troupe de Victor Barnowsky (de). En 1933, elle entre au Freie Volksbühne Berlin (de). Comme elle a une belle voix avec laquelle elle chante, elle réussit à être présente dans le cinéma parlant. Elle joue souvent la fille allemande propre sur elle et toujours de bonne humeur, comme dans Morgenrot en 1933.
Lorsque les nazis l'accusent d'avoir des origines à moitié juives, elle ne reçoit plus de rôle au cinéma. Elle ne peut plus jouer que pour les Juifs au sein du Jüdischer Kulturbund (de). Grâce à son ancien statut de "star", elle réussit avec son mari, l'avocat Hermann Eisner, et leurs deux enfants à émigrer en 1938 à Amsterdam où elle reste soumise à l'occupation jusqu'en 1943 puis entre au camp de Westerbork.
Au sein du camp, elle joue avec notamment Willy Rosen (de) sous la direction de Max Ehrlich pour distraire les prisonniers des convois pour Auschwitz. Alors qu'elle et ses enfants doivent aussi y être transférés, elle affirme au procureur Hans Georg Calmeyer (de) que son père n'est pas le Juif Fritz Spira, mais Y. Palfy, un acteur hongrois d'origine aryenne qui fut l'amant de sa mère. Ces déclarations se produisant souvent, Calmeyer demande une enquête. On interroge Lotte Spira à Berlin qui signe en septembre 1943 un document reprenant les propos de sa fille. L'institut anthropologique de Kiel confirme Camilla et ses enfants sont des métis au premier degré. Calmeyer se fie à cette expertise et conclut qu'ils sont aryens, ce qui les fait sortir du camp le 21 juin 1944. À la fin de la guerre, la famille reste présente à Amsterdam.
Camilla Spira revient à Berlin en 1947. Elle s'installe d'abord à l'ouest et est engagé au Theater am Schiffbauerdamm et au Théâtre Hebbel (de). En outre, elle fait quelques rôles à l'est pour des films de la DEFA, en particulier Les Quadrilles multicolores en 1949. Lorsqu'on lui demande de venir s'installer à l'est, elle refuse, contrairement à sa sœur Steffie. Elle obtient de nombreux engagements dans des théâtres de Berlin-Ouest et joue dans des films comme Le Général du Diable, Ciel sans étoiles ou Des roses pour le procureur.

## Filmographie sélective
Cinéma
- 1924: Mutter und Sohn
- 1925: Das Herz am Rhein
- 1926: Le Héros de la compagnie
- 1926: La Grande parade de la flotte
- 1931: Mon Leopold
- 1932: Die elf Schill'schen Offiziere
- 1932: Grün ist die Heide (de)
- 1932: Loup-Garou
- 1933: Morgenrot
- 1933: Le Testament du docteur Mabuse
- 1933: Sprung in den Abgrund (de)
- 1949: Les Quadrilles multicolores
- 1950: Semmelweis – Retter der Mütter (de)
- 1950: Épilogue - Le mystère de l'Orplid
- 1950: Les Joyeuses Commères de Windsor (de)
- 1952: Le Joyeux vignoble
- 1952: Pension Schöller de Georg Jacoby
- 1954: Émile et les Détectives
- 1954: Docteur pour femmes
- 1955: Le Général du Diable
- 1955: Vatertag (de)
- 1955: Mon premier amour
- 1955: Ciel sans étoiles
- 1957: Les Fredaines du capitaine (de)
- 1958: Freddy, die Gitarre und das Meer (de)
- 1958: Nachtschwester Ingeborg
- 1958: Der Czardas-König (de)
- 1958: Vater, Mutter und neun Kinder (de)
- 1959: Freddy unter fremden Sternen
- 1959: Des roses pour le procureur
- 1962: Das Mädchen und der Staatsanwalt
- 1963: Piccadilly minuit douze (de)

Télévision
- 1962: Affäre Blum
- 1969: Der Kommissar- Das Ungeheuer (Série)
- 1972: Motiv Liebe (de) - Goldener Käfig (Série)
- 1973: Die Powenzbande (de)
- 1987: Wanderungen durch die Mark Brandenburg (de): Im Spreeland